# Bandera de l'Aldea

Bandera alternativa (no oficial) de l'Aldea, usada de facto

La bandera oficial de l'Aldea té la descripció següent:
Bandera apaïsada de proporcions dos d'alt per tres de llarg, vermella, amb una torre blanca oberta de 6/10 d'altura per 2/10 d'amplada, col·locada a 2/10 del pal i 1/10 del límit superior del drap. A la zona inferior, hi ha tres ones horitzontals, blava, blanca i verda. L'ona verda d'amplada 1/7, resulta trobar-se a una distància de 2/7 del límit inferior de la bandera, en els moments més baixos de les seves corbes; la blanca, de la mateixa mida que la verda, se'n situarà per sobre, i la blava d'una amplada de 2/7 de la llargària de la bandera, per damunt de totes dues.
Va ser aprovada el 14 de desembre de 1989 i publicada en el DOGC el 12 de gener de l'any següent amb el número 1241. Està basada en l'escut heràldic de la localitat.